# Maurice Peeters
Mouritius Prosper Peeters, detto Maurice (Anversa, 5 maggio 1882 – Leidschendam, 6 dicembre 1957), è stato un pistard olandese.

## Palmarès

### Olimpiadi
- Oro a Anversa 1920 nella velocità.
- Bronzo a Parigi 1924 nel tandem.